# Ann Shulgin
Laura Ann Shulgin (geb. 22. März 1931; gest. 9. Juli 2022) war eine US-amerikanische Schriftstellerin. 

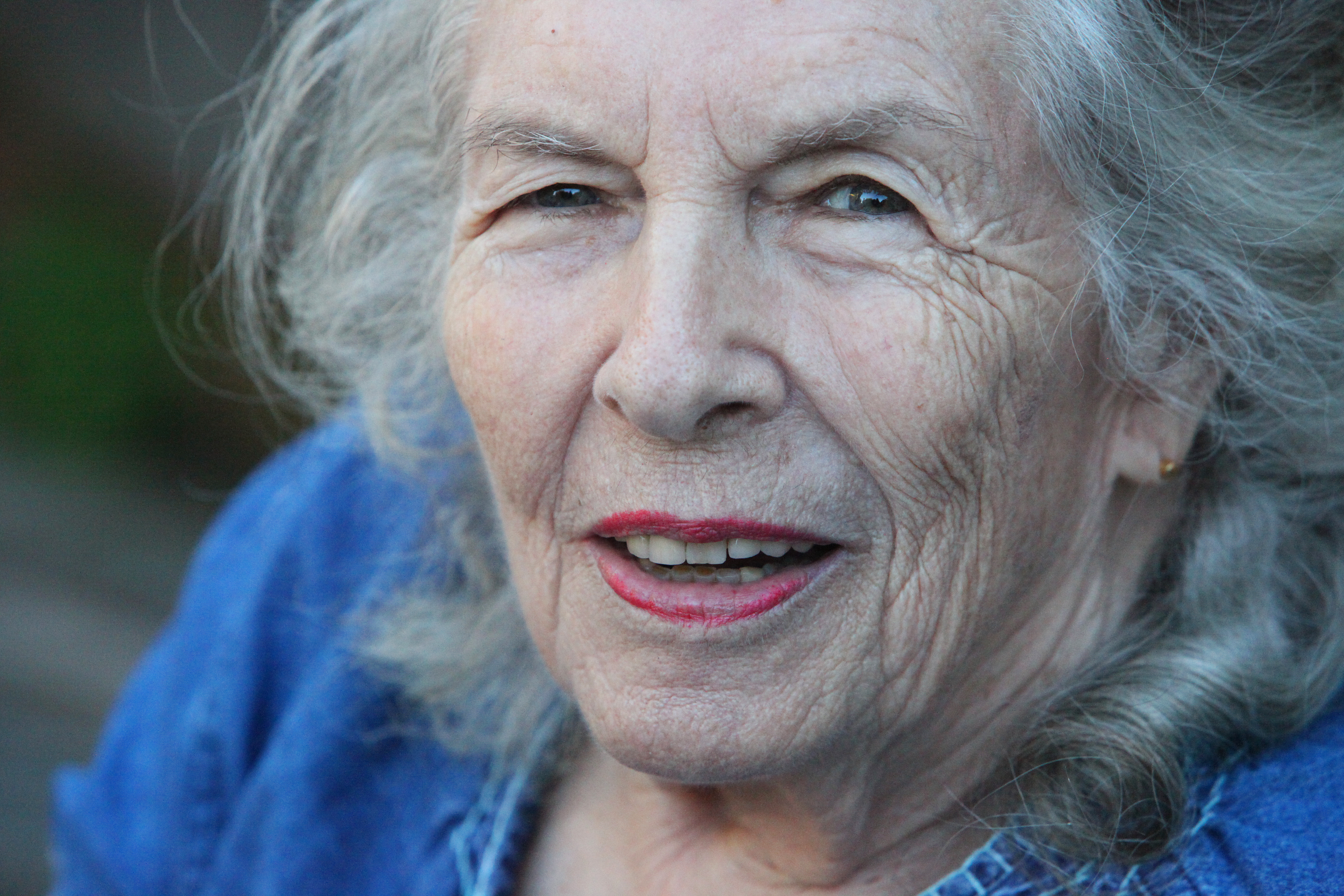
Ann Shulgin (2011)

Sie setzte sich dafür ein, die Verwendung von Psychedelika zu therapeutischen Zwecken zuzulassen. Sie war die Ehefrau und Co-Autorin einiger Bücher des Chemikers und Pharmakologen Alexander Shulgin (1925–2014).

## Leben
Ann Shulgin  wurde als Tochter von Bernard Gottlieb (1893–1979), amerikanischer Konsul in Wellington, jüdischer Abstammung, und Gwen Ormiston (1906–1997), ursprünglich aus Auckland, Neuseeland, geboren. Sie wuchs in dem Dorf Opicina in der Nähe der italienischen Stadt Triest auf, wo ihr Vater vor dem Zweiten Weltkrieg sechs Jahre lang als amerikanischer Konsul arbeitete.
Sie arbeitete als psychedelische Psychotherapeutin mit psychedelischen Substanzen wie MDMA und 2C-B, als diese Drogen noch legal waren. In ihrer Arbeit betonte sie das Potenzial dieser Substanzen aus der Perspektive der Jungschen Psychoanalyse sowie deren Einsatz in Kombination mit Hypnotherapie. Ann war eine häufige Rednerin auf Kongressen und setzte sich weiterhin für die Verwendung von Psychedelika in einem therapeutischen Kontext ein.
Sie ist Mutter von vier Kindern.

## Publikationen
- (mit Alexander Shulgin) PiHKAL: A Chemical Love Story. Berkeley: Transform Press, 1991. ISBN 0-9630096-0-5
- (mit Alexander Shulgin) TiHKAL: The Continuation. Berkeley: Transform Press, 1997. ISBN 0-9630096-9-9
- (mit Alexander Shulgin) "A New Vocabulary". In Robert Forte (ed.), Entheogens and the Future of Religion, Berkeley: Council on Spiritual Practices, 1997. ISBN 1-889725-01-3
- "Tribute to Jacob". In The Secret Chief: Conversations With a Pioneer of the Underground Psychedelic Therapy Movement by Myron J. Stolaroff, Charlotte, NC: Multidisciplinary Association for Psychedelic Studies, 1997. ISBN 0-9660019-1-5
- Vorwort, M. Crowley, Secret Drugs of Buddhism. Amrita Press, 2017. ISBN 978-0907791744